# Кучук (Новосибирская область)
Кучук — исчезнувший аул в Венгеровском районе Новосибирской области России. На момент упразднения входил в состав Вознесенского сельсовета. Исключен из учётных данных в 1972 году.

## География
Располагалась у озера Качалу, в 4,5 км к северу от деревни Селикла.

## История
В 1928 году аул Сарчабалык состоял из 11 хозяйств. В административном отношении входил в состав Кузовлевского сельсовета Меньшиковского района Барабинского округа Сибирского края.
Решением Новосибирского облисполкома от 24.04.1972 г. № 264 аул исключен из учётных данных как фактически не существующий.

## Население
По переписи 1926 г. в ауле проживало 74 человека (37 мужчин и 37 женщин), основное население — барабинцы.